# Барцаи, Ласло
Ласло Барцаи (венг. Bárczay László; 21 мая 1936, Мишкольц — 7 апреля 2016) — венгерский шахматист; гроссмейстер (1967), гроссмейстер ИКЧФ
(1979). Преподаватель русского языка, журналист. Редактор журнала «Мадьяр шаккелет» (1972—1976).

## Шахматная карьера
Чемпионаты Венгрии: 1964 — 5-6-е; 1966 — 2-3-е; 1967 — 3-е; 1968/1969 —
6-е места. В составе команды Венгрии участник олимпиады (1966), 4-го и 6-го командных чемпионатов Европы. Лучшие результаты в международных турнирах: Печ (турнир памяти Л. Асталоша; 1964) — 5-9-е; Шальготарьян (турнир памяти Л. Асталоша; 1967) — 1-3-е; Сараево (1968) — 5-е; Кечкемет (турнир памяти Л. Тота) — 4-9-е и Берлин (турнир памяти Эм. Ласкера) — 4-5-е; Люблин (1969) — 3-4-е; Поляница-Здруй (1969) — 1-е; Сольнок (1975) — 2-е; Баймок (1978) — 1-2-е; Рума (1978) — 4-е и Дечин (1978) — 1-е; Градец-Кралове (1979) — 1-4-е; Поляница-Здруй (1980)
— 2-4-е места. Турнир по переписке памяти М. Видмара (1975—1979) — 1-2-е места.

## Изменения рейтинга
| Графики недоступны из-за технических проблем. См. информацию на Фабрикаторе и на mediawiki.org. |